# Acht Vorlesungen über den Konstruktiven Realismus
Acht Vorlesungen über den Konstruktiven Realismus ist ein Buch von Friedrich Wallner. Es ist der Gründungstext zum Konstruktiven Realismus (CR), Wallners wissenschaftstheoretischer Position. In Bezug auf die Terminologie und Ontologie des Konstruktiven Realismus sei auf den entsprechenden Hauptartikel zum Konstruktiven Realismus verwiesen.
Das Buch beinhaltet den Text einer Vorlesung, die Wallner im Sommersemester 1990 an der Universität Wien hielt, und erschien noch im selben Jahr. Die heute gültige Ausgabe ist die 3. revidierte Auflage von 1992. Das Buch wurde bisher in drei Sprachen übersetzt.